# Offentlig-privat innovation
Offentlig-privat innovation (OPI) er en bred betegnelse for et udviklingssamarbejde mellem offentlige og private aktører med det formål at skabe nye samfundsmæssige løsninger, der samtidig har potentiale for kommercialisering. Begrebet er beslægtet med offentlig-privat samarbejde (OPS), dog er der i et OPS-projekt ofte defineret en løsning på et kendt problem som samarbejdet tager udgangspunkt i. 
I OPI-projekter har deltagerne ikke et klassisk aftager-leverandør-forhold. Samarbejdet etableres uden, at parterne kender den løsning eksakt, der skal udvikles. De kender det problem, der skal løses og den forskel, de ønsker at gøre for f.eks. borgere.